# Apostolska nunciatura v Džibutiju
Apostolska nunciatura v Džibutiju je diplomatsko prestavništvo (veleposlaništvo) Svetega sedeža v Džibutiju.
Trenutni apostolski nuncij je George Panikulam.

## Seznam apostolskih nuncijev
- Patrick Coveney (26. marec 1992–27. april 1996)
- Silvano Maria Tomasi (23. december 2000–10. junij 2003)
- Ramiro Moliner Inglés (17. januar 2004–26. julij 2008)
- George Panikulam (18. december 2008–danes)